# Únětice (Boêmia Central)
Únětice é uma comuna checa localizada na região da Boêmia Central, distrito de Praha-západ.